# 6059 Diefenbach
A 6059 Diefenbach (ideiglenes jelöléssel (6059) 1979 TA) a Naprendszer kisbolygóövében található aszteroida. Zdenka Vávrová fedezte fel 1979. október 11-én.